# Бодаки (Підляське воєводство)
Бодаки (Бодакі, пол. Bodaki) — село в Польщі, у гміні Ботьки Більського повіту Підляського воєводства. Населення — 98 осіб (2011).

## Історія
У XIX столітті в Бодаках ще мешкали українці. У 1880-х роках відкрита церковна школа грамоти (просвіти).
У 1975—1998 роках село належало до Білостоцького воєводства.

## Демографія
Демографічна структура станом на 31 березня 2011 року:
|          | Загалом | Допрацездатний вік | Працездатний вік | Постпрацездатний вік |
| -------- | ------- | ------------------ | ---------------- | -------------------- |
| Чоловіки | 45      | 7                  | 25               | 13                   |
| Жінки    | 53      | 11                 | 18               | 24                   |
| Разом    | 98      | 18                 | 43               | 37                   |